# Исламское общество инженеров
Исламское общество инженеров (перс. جامعهٔ اسلامی مهندسین‎ — Джамийе исламийе мохандесин) — иранская политическая партия в составе консервативного альянса «Абадгаран». Основана в 1988 во время ирано-иракской войны. Манифест партии провозглашал «защиту культуры Ирана от западного материализма», борьбу за право мусульман Ирана на свободу волеизъявления, собраний.
В ходе выборов президента в 2005 Исламское общество инженеров не поддержало кандидатуру Ахмадинежада, что стало причиной второго тура голосования, в котором Ахмадинежад все же одержал победу при поддержке бывшего конкурента Али Лариджани.

## Руководители
- Махмуд Ахмадинежад
- Мохаммед-Реза Бахунар